# フレッド・ローツ
フレデリック・ローツ（Frederick "Fred" Lorz、1884年6月5日 - 1914年2月4日）は、アメリカ合衆国のマラソン選手。第3回夏季オリンピックセントルイス大会のマラソン競技にアメリカ代表として参加し、1着でゴールしたものの不正行為により失格となった。

## 経歴
ニューヨーク出身のローツは、日中は煉瓦職人として働き、夜間にマラソンのトレーニングを積んでいた。1904年のボストンマラソンで5位に入賞し、セントルイスオリンピックへの参加資格を得た。
マラソン競技当日は、気温32度の暑さで最終的に出場選手32名のうち完走したのは半数以下の14名という過酷なものになった。ローツは先陣を切ってフランシス・フィールド競技場を飛び出していったが、9マイル地点で脱水症状と脚の痙攣を起こして倒れこんでしまった。そこをたまたま通りかかった自動車に乗せてもらい競技場に向かうが、ゴールの8キロ前で自動車がエンストした。この時点で体力が回復していたローツは、自動車から降りて再び走り始めた。
フランシス・フィールド競技場に最初に戻ってきたローツはAAU会長のジェームズ・サリヴァンから祝福され、ルーズベルト大統領令嬢アリス（en:Alice Roosevelt Longworth）からオリーブ冠を授かろうとしたまさにその時、ロ－ツを自動車に乗せた男が競技場に現れて、事の真相を告発した。この結果、ローツから約1時間遅れで2番目にゴールしたトーマス・ヒックスが繰上げで金メダルを獲得した。 
この事件を受けてAAUはローツの競技会への出場を禁止したが、後に彼の謝罪を受け入れ、処分を撤回した。1905年のボストンマラソンで優勝し、翌年以降もボストンマラソンに参加し続け、最後の参加となった1908年には7位に入っている。
1914年に肺炎を起こして死去した。